# Radio d'État
 (février 2016).
Une radio d'État, par opposition à la radio libre ou à la radio privée, trouve au sommet de sa hiérarchie un Gouvernement démocratique ou non. Cette société de médias radiodiffusés ne bénéficiera alors que d'une liberté rédactionnelle et programmatique partielle sous contrôle étatique.